# Guerra dei tre Sancio
La guerra dei tre Sancho (in spagnolo: Guerra de los Tres Sanchos) fu un breve conflitto militare fra tre regni spagnoli tra il 1065 ed il 1067. I regni erano tutti governati da sovrani della dinastia Jiménez che erano tutti cugini di primo grado: Sancho II di Castiglia, Sancho IV di Navarra e Sancho d'Aragona, tutti nipoti di Sancho il Grande. La fonte storica principale che narra di questo conflitto è la cronaca del XIII secolo dal titolo Primera crónica general.
La breve guerra venne iniziata proprio dalla divisione del regno di Sancho il Grande del 1035. Quella divisione aveva lasciato alla Navarra la supremazia sui regni minori (regula) di Castiglia ed Aragona, ma dal 1065 la Navarra era divenuta vassalla della Castiglia (unita ora al regno di Leon). Nel 1065 Ferdinando il Grande, il monarca castigliano, morì ed il suo regno venne diviso tra i suoi figli, il maggiore dei quali, Sancho, prese per sé la Castiglia. Sancho di Castiglia ottenne le terre di Bureba e Alta Rioja. Ferdinando l'aveva assistito nella conquista del califfato di Cordoba ma aveva ceduto le terre a suo fratello maggiore García III Sánchez di Navarra, padre di Sancho IV.
Dopo una serie di iniziali raids di frontiera, Sancho IV di Navarra chiese un'alleanza con Sancho Ramirez d'Aragona. Gran parte della guerra si svolse nella regione di Burgos e La Rioja. La guerra venne anche combattuta dalla Castiglia per prendere parte alla Reconquista. Sancho di Castiglia aveva tentato di estendere la sua influenza sulla taifa musulmana di Saragozza. Secondo la Chronica Naierensis del XII secolo, si combatté una battaglia durante la quale il suo alférez, Rodrigo Díaz de Vivar, sconfisse la controparte navarrena, Jimeno Garcés, e si guadagnò il titolo di campi doctor o "maestro di campo" che lo rese poi famoso nella letteratura spagnola col nome di el Campeador.
Tra agosto e settembre del 1067 Sancho Ramírez guidò un contrattacco contro la Castiglia. La tradizione è divisa su a chi spettò la vittoria, perché la Cronaca Piniatense da la bandiera della vittoria all'alleanza navarro-aragonese, mentre la Primera crónica a Sancho di Castiglia. Ramón Menéndez Pidal e Bernard F. Reilly accettano quest'ultima tradizione, Reilly nello specifico citando una donazione del dicembre del 1167 al monastero di Oña da parte di Flaino Oriolez dominator Tetelie, proprietario terriero della Trespaderna della valle dell'alto Ebro. La partecipazione di un magnate castigliano al confine navarrese dove Sancho formalmente aveva definito la diocesi di Oca nei suoi confini (unico vescovato di Castiglia) suggerisce fortemente che Sancho doveva avere una posizione solida in loco all'epoca di quell'atto. Il cronista di San Juan de la Peña, fonte navarrese, scrisse che Sancho di Castiglia venne costretto a muovere assedio a Viana e poi se ne fuggì; questo successivamente convinse Abd ar-Rahman di Huesca ad entrare in guerra con l'Aragona; e Sancho Ramírez siglò invece la pace.
La Castiglia riprese Álava, Montes de Oca e Pancorbo, oltre a Bureba ed all'Alta Rioja, ma il conflitto rimase in stallo nel 1067 quando la morte di Sancha I di León, vedova di Ferdinando, aprì la via per una nuova guerra tra i figli di Ferdinando. Il conflitto venne infine risolto nel 1076 quando Sancho IV venne assassinato da suo fratello ed il suo regno venne diviso tra Sancho Ramírez, che divenne re di Navarra, ed Alfonso VI di León e Castiglia, che ricevette le terre contestate.